# که‌ماری

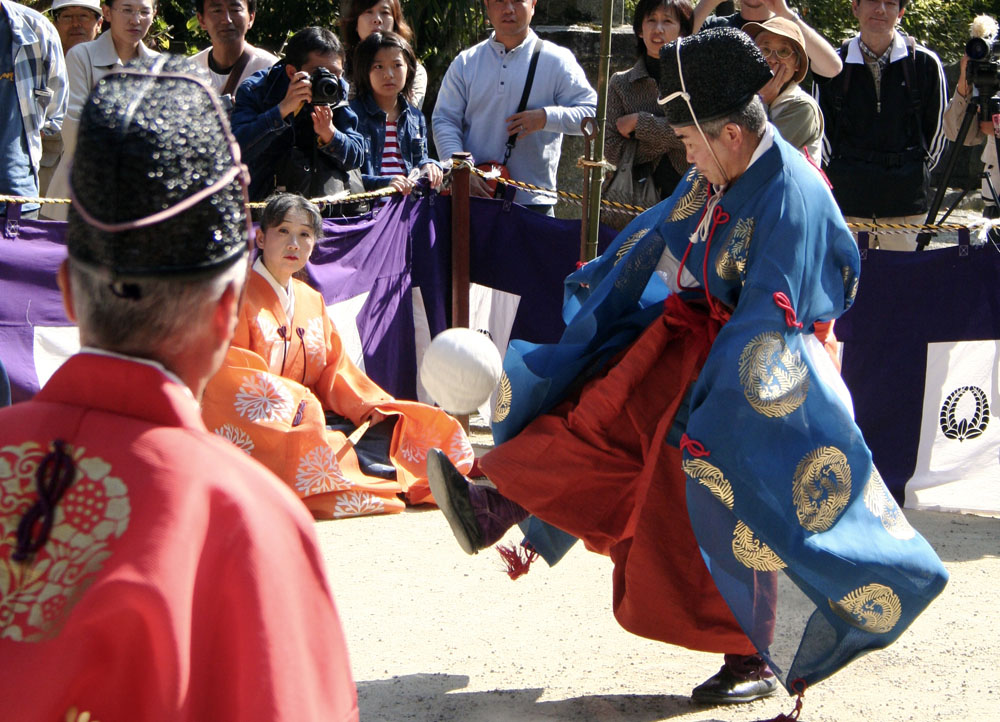

که‌ماری (به ژاپنی: 蹴鞠 Kemari)، یک بازی ورزشی است که در ژاپن در دوره هی‌آن (۷۹۴–۱۱۸۵) و دوره کاماکورا (۱۱۸۵–۱۳۳۳) محبوب بود. شبیه بازی روپایی یا ساک هکی است.